# Arena Football League 1997
Die Arena-Football-League-Saison 1997 war die elfte Saison der Arena Football League (AFL). Ligameister wurden die Arizona Rattlers, die die Iowa Barnstormers im ArenaBowl XI bezwangen.

## Teilnehmende Mannschaften
| Anzahl Mannschaften | 14                                                                                                |
| ------------------- | ------------------------------------------------------------------------------------------------- |
| Neu in der Liga     | Nashville Kats, New Jersey Red Dogs, New York CityHawks, Portland Forest Dragons                  |
| Ausgeschieden       | Charlotte Rage, Connecticut Coyotes, St. Louis Stampede, Memphis Pharaos, Minnesota Fighting Pike |

## Regular Season
| Team                    | Overall | Overall | Overall |
| Team                    | S       | N       | SQ      |
| ----------------------- | ------- | ------- | ------- |
| National Conference     |         |         |         |
| Eastern Division        |         |         |         |
| x-Nashville Kats        | 10      | 4       | 0.714   |
| y-New Jersey Red Dogs   | 9       | 5       | 0.643   |
| Albany Firebirds        | 6       | 8       | 0.429   |
| New York CityHawks      | 2       | 12      | 0.143   |
| Southern Division       |         |         |         |
| x-Orlando Predators     | 10      | 4       | 0.714   |
| y-Tampa Bay Storm       | 8       | 6       | 0.571   |
| Florida Bobcats         | 4       | 10      | 0.286   |
| American Conference     |         |         |         |
| Central Division        |         |         |         |
| x-Iowa Barnstormers     | 11      | 3       | 0.786   |
| y-Milwaukee Mustangs    | 8       | 6       | 0.571   |
| Texas Terror            | 6       | 8       | 0.429   |
| Portland Forest Dragons | 2       | 12      | 0.143   |
| Western Division        |         |         |         |
| x-Arizona Rattlers      | 12      | 2       | 0.857   |
| y-San Jose SaberCats    | 8       | 6       | 0.571   |
| Anaheim Piranhas        | 2       | 12      | 0.143   |

Legende:
| Siege              | Niederlagen           | Unentschieden      | SQ gewonnene Spiele (relativ) |
| P+ gemachte Punkte | P- gegnerische Punkte | x = Division Titel | y = Playoffs erreicht         |

## Playoffs
| Viertelfinale | Viertelfinale | Viertelfinale |    |           | Halbfinale | Halbfinale | Halbfinale |  |  | ArenaBowl XI | ArenaBowl XI | ArenaBowl XI |
|               |               |               |    |           |            |            |            |  |  |              |              |              |
| 1             | Arizona       | 46            |    |           |            |            |            |  |  |              |              |              |
| 8             | Milwaukee     | 29            |    |           |            |            |            |  |  |              |              |              |
| 8             | Milwaukee     | 29            | 1  | Arizona   | 49         |            |            |  |  |              |              |              |
|               |               |               | 1  | Arizona   | 49         |            |            |  |  |              |              |              |
|               | 6             | Tampa Bay     | 46 |           |            |            |            |  |  |              |              |              |
| 4             | 6             | Tampa Bay     | 46 | Nashville | 49         |            |            |  |  |              |              |              |
| 4             |               |               |    | Nashville | 49         |            |            |  |  |              |              |              |
| 5             | Tampa Bay     | 52            |    |           |            |            |            |  |  |              |              |              |
| 5             | Tampa Bay     | 52            | 1  | Arizona   | 55         |            |            |  |  |              |              |              |
|               |               |               |    | Arizona   | 55         |            |            |  |  |              |              |              |
|               | 2             | Iowa          | 33 |           |            |            |            |  |  |              |              |              |
| 2             | 2             | Iowa          | 33 | Iowa      | 68         |            |            |  |  |              |              |              |
| 2             |               |               |    | Iowa      | 68         |            |            |  |  |              |              |              |
| 7             | San Jose      | 59            |    |           |            |            |            |  |  |              |              |              |
| 7             | San Jose      | 59            | 2  | Iowa      | 52         |            |            |  |  |              |              |              |
|               |               |               | 2  | Iowa      | 52         |            |            |  |  |              |              |              |
|               | 4             | Orlando       | 34 |           |            |            |            |  |  |              |              |              |
| 3             | 4             | Orlando       | 34 | Orlando   | 45         |            |            |  |  |              |              |              |
| 3             |               |               |    | Orlando   | 45         |            |            |  |  |              |              |              |
| 6             | Arizona       | 37            |    |           |            |            |            |  |  |              |              |              |

### Arena Bowl XI
Der ArenaBowl XI wurde am 25. August 1997 in der Talking Stick Resort Arena in Phoenix, Arizona ausgetragen. Das Spiel verfolgten 17.436 Zuschauer.
ArenaBowl MVP wurde Donnie Davis (Arizona Rattlers)

## Regular Season Awards
| Award                | Gewinner     | Position                     | Team              |
| -------------------- | ------------ | ---------------------------- | ----------------- |
| Most Valuable Player | Barry Wagner | Wide Receiver/Defensive Back | Orlando Predators |
| Ironman of the Year  | Barry Wagner | Wide Receiver/Defensive Back | Orlando Predators |
| Coach of the Year    | Eddie Khayat | Head Coach                   | Nashville Kats    |

## Zuschauertabelle
| Team                    | Zuschauerschnitt |
| ----------------------- | ---------------- |
| Albany Firebirds        | 10.826           |
| Anaheim Piranhas        | 9.091            |
| Arizona Rattlers        | 15.979           |
| Florida Bobcats         | 3.328            |
| Iowa Barnstormers       | 10.654           |
| Milwaukee Mustangs      | 15.266           |
| Nashville Kats          | 12.283           |
| New Jersey Red Dogs     | 11.043           |
| New York CityHawks      | 6.372            |
| Orlando Predators       | 14.646           |
| Portland Forest Dragons | 9.517            |
| San Jose SaberCats      | 14.518           |
| Tampa Bay Storm         | 12.007           |
| Texas Terror            | 4.275            |
| Ligadurchschnitt        | 10.935           |